# WOUB-AM
Koordinaten: 39° 19′ 45″ N, 82° 5′ 29″ W

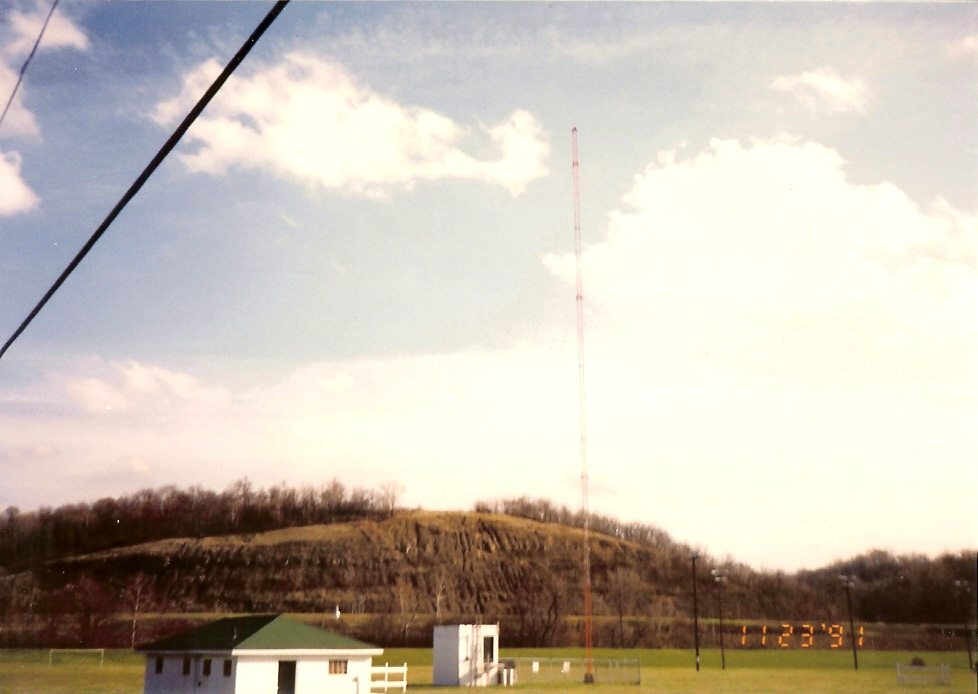
WOUB Sendetürme auf dem Campus der Ohio University’s South Green. Bild November 1991

WOUB-AM ist eine Public Radio Station in Athens. Im Gegensatz zu der Schwesterstation WOUB-FM, ist WOUB-AM eine stärker Community-orientierte Station für die Bürger in Athens County und sendet in alternatives Musikprogramm sowie Übernahmen des BBC World Service.
Besessen und betrieben wird der Sender von der Ohio University. Während die meisten Sender nachts ihre Leistung reduzieren, sendet WOUB-AM bis zum Sendeschluss um 24 Uhr mit 1 kW, während tagsüber (ab morgens 6 Uhr) mit 0,5 kW gesendet wird. Sendefrequenz ist MW 1340 kHz.